# Поп-Јовичина буна
Поп-Јовичина буна је била српска побуна против турске власти у Босанском пашалуку, у нахијама Дервента и Градачац. Избила је 10. марта 1834. године због економске, националне и верске обесправљености Срба хришћана. Иако су побуњеници углавном били Срби хришћани, њима су се прикључили и поједини Хрвати католици.
Буна је названа по предводнику побуњеника у дервентској нахији, попу Јовици Илићу. Трајала је од 10. до 13. марта 1834. и услед лошег и слабог организовања није имала дугог даха. Између устаника и Турака дошло је до три боја. У прва два сукоба устаници су имали нешто успјеха. У последњој боју који се одиграо 13. марта код села Подновља, недалеко од планине Вучијак, устаници су претрјели пораз.  Турци су посјекли попа Павла Чабића, барјактара Саву Губаницу и још око 500 српских устаника. Поп Јовица у овом боју није ни учествовао. Кад је сазнао о поразу код Подновља, тада је распустио своје људе и склонио се у планину Вучијак. По једној од верзија поп Јовица је прешао у Србију и тамо добио парохију. Устаници су имали мало оружја, а муниције свега једну торбу барута, коју је поп Јовица носио стално са собом. Поп Јовица је устаницима говорио да ће добити помоћи из Србије.

## Узрок и увод избијања буне
Борба босанских муслиманских великаша против увођења царских реформи у Босни, била је скрхана поразом Хусеин-капетана Градашчевића, на Палама код Сарајева, маја месеца 1832. године Хусеин-капетан морао је, већ јуна месеца исте године, да побегне у Аустрију. Босански великаши су сад поново били доведени у покорност султану. Мир који је дошао после пораза Хусеин-капетана није био дугог века. Док је цела султанова војска била у Босни, дотле су се и босански великаши покоравали наредбама царског представника Махмуд Хамди-паше, али чим је војска отишла, великаши поново почињу дизати главе. Кад је Махмут паша покушао да уведе султанове реформе у Босни, наишао је на велики отпор код босанских великаша, који су стали да се побуне; убиства, грабежи и насиље сваке врсте поново су се почела чинити према хришћанском народу. Насиља босанских великаша према хришћанском народу сваким даном су била све тежа и тежа, нарочито у нахијама бањалучкој, бијељинској и тузланској, па су поједини кметови, свештеници и виђенији људи морали да беже из Босне у Србију. После доласка неколицине кметова из Босне, дошао је у Шабац и поп Миле Витковић из села Каразоваца, нахије бањалучке, са још пет виђенијих људи. Босански великаши били су истерали све царске људе и почели да поступају са хришћанима на најсвирепији начин. Они су им претили, а нарочито свештеницима и кметовима „да ће их све кад затворе бирати као рибу из рибњака и да ће их све по седам на један колац натицати”. Заједно са поп Милом Витковићем и кметовима, пребегао је из бањалучке нахије у Аустрију и поп Павле Каран-Твртковић из села Церовљана, одакле су поп Миле и кметови дошли до Шапца, а поп Павле отишао право у Београд. По доласку у Београд, поп Павле је отишао код кнеза Милоша у Крушевац, а из Крушевца обојица су дошли заједно у Пожаревац где су затекли и поп Мила Витковића са кметовима. Сви они су у Пожаревцу молили кнеза Милоша да се код султана у Цариграду заузме за хришћански народ у Босни или да их он сам помогне да се избаве од турског зулума и насиља. Кнез Милош им је саветовао да се врате у Босну и оду везиру у Сарајево, да га моле да им он ако може помогне. Међутим, они су се између себе договорили и Милош је на то пристао, да се у Босну врати поп Миле са кметовима, а поп Павле да остане у Београду. Поп Павле је у Београду становао у конаку кнеза Милоша. Муселими и бегови у разним нахијама, нарочито у бањалучкој, тузланској и бијељинској, радили су што су хтели. Они су у ствари били потпуни господари у својим нахијама. Нарочито је вршен јак притисак на хришћане. Муке и патње хришћана су свој врхунац достигле откако је за везира постављен, септембра 1837. године, Даут-паша па до марта месеца 1834. године. Харач и други намети били су огромни. Трећина, заведена крајем 1833. или почетком 1834. године, падала је веома тешко сиромашним хришћанима. Против увођења трећине народ је „усмено и писмено протестовао, а кад му ти безумни протести нису користили, он се тада прихватио ватре и кубуре, палио и убијао”. Од почетка 1834. године купљен је харач и од малолетне деце, као и од деце која су била у колевци, док је до овога времена био наплаћиван само за мушку децу од 15 година. Харач је даван под закуп, ради чега су закупци цедили народ како су они сами хтели. Места муселима, ранијег капетана, купована су, ради чега су и муселими у својим капетанијама могли радити што је њима било по вољи, ударајући велики намет на народ, да би се на тај начин што више наплатили док су на власти. Нарочито су били чувени по својим неделима према хришћанима муселим града Градачца, Ахмед-бег Градашчевић и дервентски муселим Осман-бег Хаџи Асановић.

## Устанак
Услед оваквог тешког и несносног стања, у другој половини 1833. и почетком 1834. године тајно је почела да се организује буна Срба хришћана у Босни превасходно у нахијама бањалучкој, бијељинској, тузланској и дервентској. Буна је избила у марту 1834. године, а била је једним делом организована у Србији. Ова буна названа је доцније „Поп-Јовичина буна” по имену предводитеља побуњеника у нахији дервентској, поп Јовице Илића. Поп Павле Каран-Твртковић био је у сталној преписци са људима у Босни, а нарочито са својим друговима и пријатељима свештеницима, који су му веома често слали писма или поједине људе и извештавали га шта се у Босни ради и какво је стање у њој. У извештајима које је поп Павле добијао из Босне видело се да је стање у Босни постајало из дана у дан све горе, да молбе, које су хришћани слали везиру у Сарајево, нису имале успеха, па се због тога поп Павле споразуме са виђенијим људима из Босне, „да или се сами избаве или сви изгину”. Последња писма, која је поп Јовица послао попу Павлу, једно је адресирано за кнеза Милоша, поп Павле није сачекао у Београду, пошто је раније отишао за Шабац. У своме писму кнезу Милошу поп Јовица га извештава, да је стање хришћана у Босни горе него што је икада пре било и да „сиротиња раја” не може више издржати. Моли га да пише султану „шта се од њих ради”, а ако им султан и везир босански не могу помоћи, „нека нас предаде у Ваше руке, да ми своје не газимо вере и да живи не скачемо у воду”. Турци су почели купити краварину па „где се које говече украде или вук уједе, то плаћа сиротиња раја”. Затим поп Јовица моли кнеза Милоша да попа Павла прими код себе и да му верује све оно што му он буде казао и „опште горе, него Вам и он каже”. Турци су били већ на Крајину пошли и они не знају шта ће од њих бити. „Не можемо ни заратити, у нас има инога закона и Шокаца, и Турака, и Цигана, и Чивута, а и ово ришћана што има полако Турци поградили све сорте Бранковића Вука проклетога”. И поп Миле Витковић је 8. јануара 1834. године известио из Босне кнеза Милоша да је стање опет за сиротињу рају постало неиздржљиво. „У дану по пет гине и сада је двапут горе него што је до сад било”. Ради тога он се обраћа писмом кнезу Милошу и моли га да им помогне. После свега овога поп Павле се преко писама и разних курира споразумео са виђенијим људима у нахијама бањалучкој, бијељинској, тузланској и дервентској да почетком пролећа 1834. године дигну устанак противу Турака. За ову сврху поп Павле је почео врбовати поједине људе у Београду. Да би боље успео он је свима онима које је позивао да га помогну у дизању устанка у Босни говорио је: „да он има дозволу од Господара Милоша и Правленија србског”. Поред попа Павла један од најглавнијих организатора босанске буне у Србији био је Јефта Опалић, ђумрукџија на Варош капији, родом из бијељинске нахије. Поп Павле је из Београда кренуо 1. фебруара 1834 године. По свом доласку у Шабац остао је ту до 7. фебруара, када је отишао из Шапца на Дрину и прешао у Босну. По своме доласку у Шабац поп Павле је, исто као и у Београду, почео одмах радити на томе, да што више људи заинтересује и придобије за буну. Припремање буне и организовање бунтовника у Шапцу имало је много важнији значај и карактер него у Београду. У Шапцу је поп Павле успео да заталаса, заинтересује и покрене приличан број људи, како у самом Шапцу, тако и целом Подрињу. Организовање босанске буне у Шапцу добило је сасвим озбиљан карактер. Шабац је био један мали центар, где су се сакупљале и организовале присталице босанске буне, а затим слале на Дрину за прелазак у Босну; из Шапца се водила преписка са виђенијим људима у Босни и Херцеговини. Средства и начин да се народ придобије за ову буну нису се бирала. Успело је да се нађе и људи који су целу ствар обећали да финансијски потпомажу. Главни помагачи попу Павлу и Јевти Опалићу за организовање и припремање босанске буне у Шапцу били су: Никола Бошковић из Мостара, Наум Уница, трговац из Шапца, родом из горње Тузле и Мићо Мићић, трговац из Сарајева, који је на четрнаест дана пред буну био дошао у Шабац послом. Припремање и организовање буне у Шапцу није више била тајна. Док је у Београду за буну знао известан број лица, у Шапцу су за њу знали не само грађани из вароши Шапца, већ скоро цело становништво из Подриња. Скупљање и организовање бећара и слање на Дрину, ради преласка у Босну, било је јавно, и то је највише доприпело да су многи од Мачвана и Подринаца пристали да активно учествују у буни. Придобијање људи било да лично учествују у буни, било да буну материјално потпомажу, било је исто тако јавно. Представници власти у Шапцу дозволили су да се може слободно радити на организацији бунтовника. Кад су поједини људи долазили председнику суда Станку Јуришићу да му говоре о припремању буне и слању бећара на Дрину, он им је одговорио „да то треба кроз прсте гледати”. Био је начињен, управо предвиђен, један мали план буне и напад бунтовника на Турке у бијељинској нахији. Распоред је био учињен тако, да сваки организатор босанске буне у Србији, кад пређе у Босну, оде по могућству у своју нахију, у којој је рођен, и поведе народ против Турака. Поп Павле је пошао из Шапца на Дрину 7. фебруара 1834 године са још пет особа. Истога дана пошао је Шабац и Јевта Опалић, пошто је пре свога одласка испратио бећаре на Дрину. У Шапцу је остао још Никола Бошковић, коме је било стављено на дужност да набави џебане, спреми пртљаг и сачека док буду готова још три барјака. И он је истог дана у ноћ кренуо из Шапца на Дрину у Црешњеву Аду, где су се налазили сви организовани бунтовници. Поп Павле је 7. фебруара ноћио у селу Бадовинцима у „поп Тешиној кући”. Сутрадан је, са још шест људи, прешао на босанску страну. Цео дан је провео у близини Дрине, где су му долазили многи људи. Увече га сеоски буљубаша са пандурима потера и прогна из „бељинског кадилука у зворнички” под планину Мајевицу. Турске страже су га и овде опазиле након чега су га протерале. Пошто није могао ништа предузети да ради, поп Павле 9. фебруара ноћу пређе на српску страну, отишавши у кућу Мише Ацаловића у Бадовинце, где га је 11. фебруара нашао председник суда шабачког Станко Јуришић и послао у шабачки затвор. Јевта Опалић и Мића Мићић, који су били са бећарима и присталицама босанске буне у Црешњевој Ади развили су веома живу акцију, да што више Подринаца и Мачвана придобију за буну. Народ у Подрињу, кад је видео да се бећари слободно скупљају, почео је и сам пристајати уз бунтовнике, а виђенији људи доводили су по неколико људи из свога села. Како се нису могли преко Дрине превести на босанску страну код Црешњеве Аде, пошли су сви под вођством Панте Квасалице у Бадовинце с намером да се тамо превезу. Из Бадовинаца Опалић је послао Кваселицу са осам бећара и осам Србијанаца преко Дрине на босанску страну са задатком да се поставе као стража према Бијељини и спрече да не би ко од Турака отишао и пријавио целу ствар турским властима. Али док је Јевта очекивао да му дође извештај од Катића из Глоговца који је обећао да ће доћи са још тридесет људи и једним барјаком, баш када су бећари били за ручком, стигао је Станко Јуришић и Живан Гаратовић са још неколико људи, те неке од бунтовника су повезали и послали у Шабац у затвор, неке растерали кућама, а неки су опет сами побегли, док су они други везивани. Поп Јовица Илић био је родом из Босанске Крајине, а у Дервенту је дошао као православни свештеник на неколико година пре буне. Турци су га звали „чизма“ зато што се усудио носити чизме, које су у то доба смели само Турци носити. За своје време изгледно је доста био учен и образован човек. Био је веома енергичан, ради чега за њега је рекао деда попа Стевана из Змајевца „упамтиће га дервентска нахија, а може бити и цела Босна”. Турке није могао никако да трпи а нарочито није могао подносити насиља која су Турци чинили према хришћанским женама. Поп Јовица је имао везе са људима у Србији. Исто тако био је у сталној вези, помоћу писама и преко курира, са попом Павлом Каран-Тврдковићем. Поп Павле и поп Јовица су уговорили да буна у Босни почне беле недеље, то јест између 26. фебруара и 4. марта 1834. године. Како се приближавала бела недеља, када је требало и јавно устати противу Турака и тући се са њима, поп Јовица пошаље своју породицу у Аустрију. После испраћаја породице поп Јовица се живо дао на припремање и организовање устанка. Знак за устанак Срба је био дат на тај начин што су устаници запалили „о,џаке” Хусен-капетановог брата у Скугрићу. Поп Јовица се састао са попом Павлом Чабићем и са њим је закључио споразум о плану устанка. Затим је побунио нека села у својој парохији, отишао је Саву до Оџака и Гомионице и дошао преко Батајнице и Дугог Поља у Подновље, где су се састали са устаницима попа Павла Чабића. Између устаника и Турака дошло је до три сукоба. У прва два сукоба устаници су имали нешто успеха. У последњем сукобу 13. марта, код села Подновља, недалеко од Вучијака, устаници су претрпели пораз. Овом приликом Срби устаници су много страдали. Турци су посекли попа Павла Чабића, барјактара Саву Губаницу и још много других устаника. Поп Јовица није учествовао у боју. Када је чуо за пораз устаника код Подновља, распустио је своје људе и склонио се у планину Вучијак. Шта је са њим било ништа се поуздано не зна. По једној верзији поп Јовица је прешао у Србију и тамо добио парохију. Борба устаника са Турцима трајала је свега неколико дана. Устаници су били предвођени од свешетника, а вођа свих је био поп Јовица. Оружја су имали мало, а од муниције свега једну торбу барута, коју је поп Јовица носио стално са собом. Људима које је позивао на устанак говорио је да се они не дижу противу султана већ само против спахија и да ће устаници добити помоћи из Србије. У припремању устанка у дервентској нахији, као и у сукобима са Турцима, учествовали су и људи из Србије. То су били они бећари који су са Пантом Кваселицом пре попа Павла прешли из Србије у Босну. После пораза бунтовника код Подновља велики број српских породица прешао је из Босне у Аустрију; од њих се један део после извесног времена вратио на своја огњишта. У устанку у градашкој и дервенској нахији изгледа да је узео учешћа и један део Бошњака католичке вере, за које се у „Србским новинама” каже: „При борби, овој знаменито је примећеније то да се католически Бошњаци, који су при пређашњим поводом к буни свагда Турцима стране држали, сада с народом босанским грчког закона држе се и братиме”.

## Последице
После у крви угушеног устанка стање хришћана у Босни било је за неко време теже него и пре самог устанка. Сада су тек хришћани имали да издрже највећа зверства, муке и насиља од стране босанских муслимана. Један лекар, кога је задарска влада 1834. године послала у Босну, ради неке болести, подносећи (ове исте године) после свога пута извештај дао је неколико драгоцених података о тадашњим приликама у Босни. По његовом извештају над хришћанима у Босни вршила су се насиља сваке врсте. Угњетавани се на све могуће начине. Смртни случајеви и мучења су била веома честа. Хришћани, да би измирили новчана тражења од Турака, морали су своја поља и остала добра, а често и покућство да продају. Свештеничке и сељачке куће постале су као неке крчме за босанске муслимане. Жене због својих мужева нису сигурне од турских насиља, а кћери често буду отргнуте из наручја својих родитеља, да удовоље вечитој пожуди муслимана. Управници појединих покрајина а нарочито дервентске, завели таква страшна мучења ради чега су се често мајке заједно са својим синовима бацале у реку и ишле саме у сусрет смрти итд. Улице су биле пуне лешева, нарочито у Оџаку, где Турци нису дозвољавали да се мртви сахранјују. Осман бег из Дервенте и Али бег из Скугрића поступали су дивљачки према Србима. У Вучијаку, на дрвећу висило је двадесет одсечених српских глава, везане једна за другу перчином. Пошто је буна била угушена, мислило се и говорило да је за време буне као и одмах после ње изгубило живот око 1.000 хришћана. Што се тиче односа кнеза Милоша према босанском устанку 1834. године и његових веза са устаницима, највероватније је да је кнез Милош за припремање устанка знао и да је новцем потпомагао организовање устанка све до краја септембра 1833. године, док се Порта није решила да да пристанак да се Србији присаједине нових шест нахија, које је Милош с војском био већ раније запосео. Дозвола дата попу Павлу од кнеза Милоша да може за цело време док је у Београду становати у кнежевом конаку, издржавање које му је давао кнез Милош, поп Павлова изјава дата у Шапцу у којој није казао да кнез Милош није имао никакве везе са припремањем устанка и устаницима, већ „ја Господара нисам ни у уста узео”, и најзад ослобођење његово од сваке кривице и пуштање из затвора, да би доцније кнезу Михаилу постао дворски свештеник, потврђивало би да је кнез Милош знао за организовање устанка и да га је у почетку материјално потпомагао. Кнез Милош није ништа нарочито од босанског устанка очекивао, али је вероватно претпостављао да му он поред осталих догађаја може веома добро послужити да приволи Порту да призна право његовој власти на оних шест нахија за које је добио царски ферман у Крагујевцу 4. децембра 1833. године. Ради истог циља кнез Милош је још 1831. године био ступио у везу са Мустафа пашом из Скадра који се био одметнуо од Порте, а коме је Милош у два маха дао извесне новчане позајмице. После добијања царског фермана о присаједињењу нових шест нахија Србији, кнез Милош није имао више разлога да потпомаже организовање буне у Босни. Он је био свестан тога да од ње неће моћи имати никакве стварне користи. Међутим, људи који су организовали буну били су заварани надом на успех. Они су, мислећи да ће их кнез Милош материјално а српски народ и Србија оружјем потпомоћи ако у почетку буне буду имали успеха, продужили рад на организовању и извођењу буне. Тако је завршен овај први озбиљнији устанак Срба хришћана у Босни 1834. године, који је био изазван тешким и несносним стањем што га је српски народ подносио од босанских великаша феудалаца, а који је због слабе и невеште организације већ у самом почетку био осуђен на пропаст.

## Обележавање
Године 2004. у Мајевцу близу Добоја, сазив српских православаца је обележио 170 година од избијања буне.